# North, South Carolina
North är en ort i Orangeburg County i delstaten South Carolina, USA.